# Frullato (bevanda)

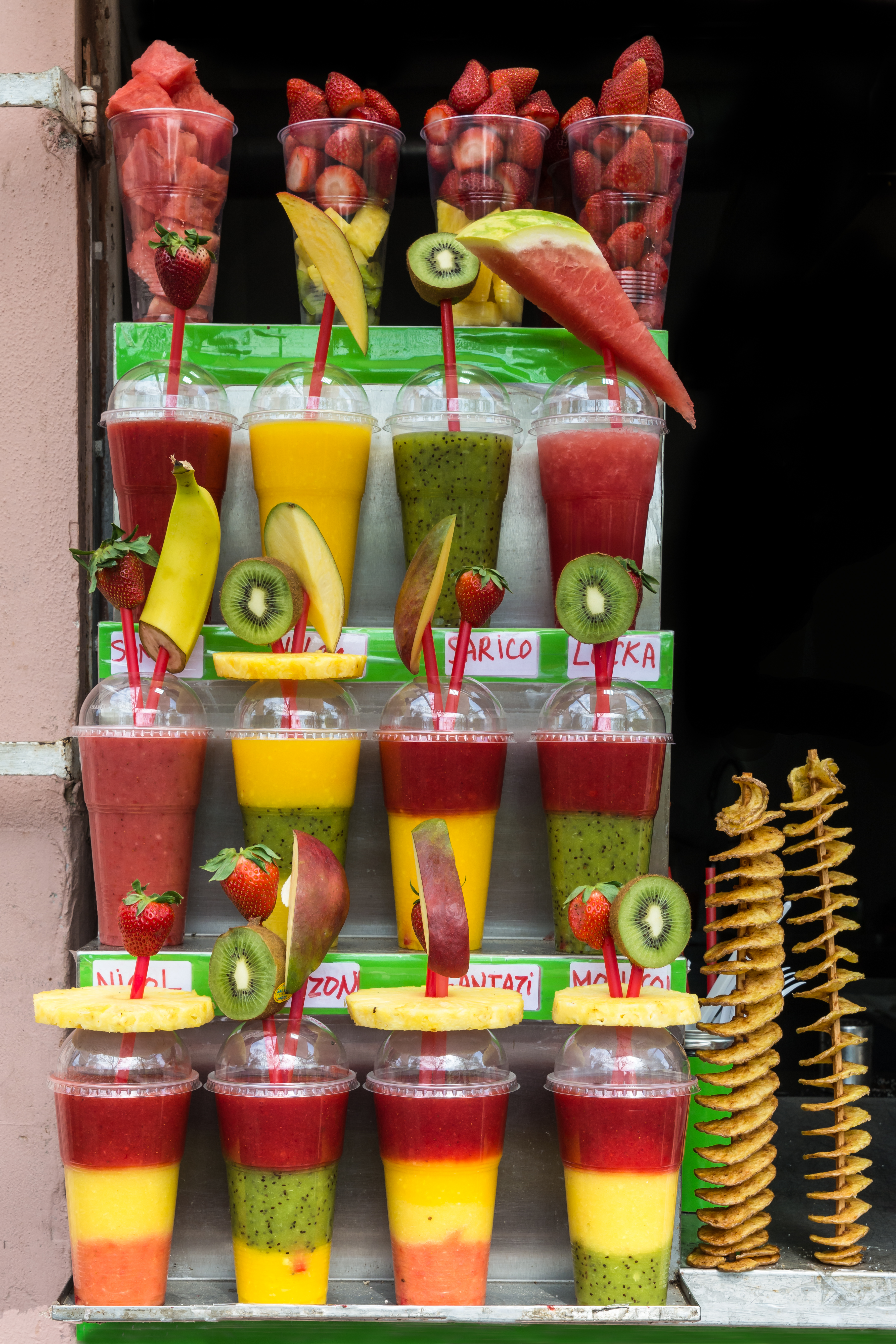
Vari tipi di frullato in esposizione a Praga.

Il frullato è una categoria di bevanda ottenuta frullando diversi alimenti (in genere frutta o alcuni tipi di verdure) da soli o insieme a una base di acqua, latte (anche vegetale), yogurt o simili; possono essere zuccherati o arricchiti con altri ingredienti (soprattutto cacao o vaniglia). Se nella preparazione si impiega anche del ghiaccio tritato si parla più propriamente di frappé. Data la loro composizione, i frullati sono tipicamente ricchi di vitamine e altri nutrienti; di conseguenza sono spesso commercializzati come prodotti alimentari salutistici, eventualmente con l'aggiunta di altri ingredienti con particolari qualità nutritive, come il siero di latte, bevanda di soia, complessi vitaminici, preparati di erboristeria e simili.

## Composizione
Poiché vengono utilizzati frutta o verdura cruda, i frullati includono fibre alimentari (ad esempio polpa, pelle e semi) e quindi sono più densi del succo di frutta, spesso con una consistenza simile ad un frappé. Molti frullati includono porzioni abbondanti o multiple di frutta e verdura, che sono raccomandate in una dieta sana e intese come sostituti del pasto. Tuttavia, il succo di frutta contenente elevate quantità di zucchero può aumentare l'apporto calorico e favorire l'aumento di peso. Allo stesso modo, ingredienti come polveri proteiche, dolcificanti o gelati sono spesso utilizzati nelle ricette di frullati, alcuni dei quali contribuiscono principalmente al sapore e ad un ulteriore apporto calorico.

## Frullati verdi
Un frullato verde è composto da verdure, generalmente verdi, al 40-50% (circa la metà); di solito verdure a foglia verde crude, come spinaci, cavoli, bietole, sedano, prezzemolo o broccoli, e con gli ingredienti rimanenti che sono principalmente o interamente frutta. La maggior parte delle verdure a foglia verde ha un sapore amaro quando viene servita cruda, ma questo può essere migliorato scegliendo alcune verdure meno amare (ad esempio spinaci baby) o combinando con determinati frutti (ad esempio la banana addolcisce il sapore).

## Diffusione
Molti diversi frullati fanno parte della cucina indiana, mediterranea e mediorientale. Lo sharbat alla frutta (una popolare bevanda dell'Asia occidentale e meridionale) a volte include anche yogurt e miele. In India, il lassi è un frullato o frappé che comprende ghiaccio tritato, yogurt, a volte zucchero e spesso mango; al sud, i frullati di ananas fatti con ghiaccio tritato, zucchero e niente yogurt sono più popolari.
I negozi di alimenti naturali sulla costa occidentale degli Stati Uniti iniziarono a vendere frullati negli anni '30 associati all'invenzione del frullatore elettrico. Il termine attuale "smoothie" (frullato) veniva utilizzato nelle ricette e nei marchi dalla metà degli anni '80.